# Solenobia ticinensis
Solenobia ticinensis är en fjärilsart som beskrevs av Peter Hättenschwiler 1977. Solenobia ticinensis ingår i släktet Solenobia och familjen säckspinnare. Inga underarter finns listade i Catalogue of Life.